# USS Helena (SSN-725)
Pour les autres navires du même nom, voir USS Helena.
Le USS Helena (SSN-725) est un sous-marin nucléaire d'attaque américain de classe Los Angeles nommé d'après Helena dans l'État du Montana.

## Histoire du service
Construit au chantier naval Electric Boat de Groton, il a été commissionné le 11 juillet 1987 et est toujours en service dans l’United States Navy en 2017.